# Yu Xiaoyu
Yu Xiaoyu (Chinees: 于小雨, Beijing, 2 januari 1996) is een Chinees kunstschaatsster die uitkomt als paarrijdster. Ze nam met Zhang Hao deel aan de Olympische Winterspelen in Pyeongchang. Eerder schaatste ze met Jin Yang, sinds 2020 komt ze uit met Wang Lei.

## Biografie
Yu begon in 2001 met kunstschaatsen. Ze ontdekte de sport op een ijsbaan in een winkelcentrum. Yu en haar eerste schaatspartner Jin Yang werden in 2009 bij elkaar gebracht door hun coaches. In 2012 trainden ze zo'n negen uur per dag: van acht uur 's ochtends tot vijf uur 's middags, met halverwege een pauze. Ze wonnen in januari 2012 op de Olympische Jeugdwinterspelen in Innsbruck de gouden medaille bij de paren. Een maand later veroverden ze het zilver bij de WK voor junioren. In 2014 en 2015 werden ze wereldkampioen bij de junioren. Hun beste prestatie bij de senioren is de bronzen medaille op het 4CK 2016. In april 2016 werd bekend dat Yu's samenwerking met Jin was beëindigd; ze zou voortaan met Zhang Hao uitkomen op kunstschaatskampioenschappen. De Chinese kunstschaatsbond had besloten om de paren Peng/Zhang en Jin/Yu te wisselen.
In september 2020 werd bekend dat de samenwerking met Zhang Hao ook was beëindigd, Yu ging verder met Wang Lei.

## Persoonlijke records
Yu/Zhang
| records             | punten | datum      | toernooi        |
| ------------------- | ------ | ---------- | --------------- |
| Hoogste totaalscore | 206.71 | 09-12-2016 | GP-finale       |
| Hoogste korte kür   | 075.34 | 08-12-2016 | GP-finale       |
| Hoogste vrije kür   | 132.65 | 29-10-2016 | GP Skate Canada |

## Belangrijke resultaten

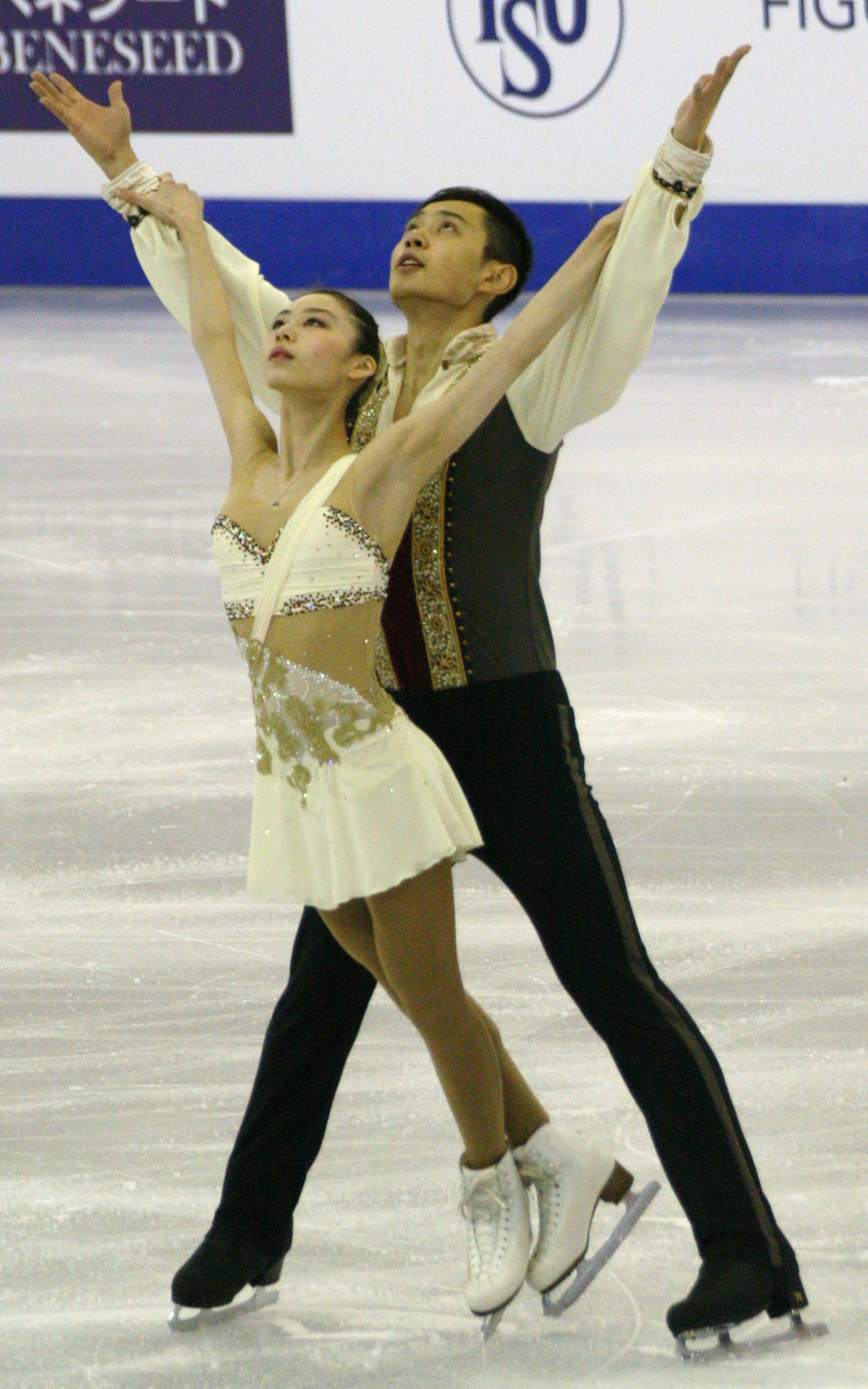
Yu en Jin Yang (2015)

2009-2016 met Jin Yang, 2016-2020 met Zhang Hao, 2020/21 met Wang Lei
| Kampioenschap                | 08/09 | 09/10  | 10/11  | 11/12  | 12/13 | 13/14 | 14/15 | 15/16         |               | 16/17         | 17/18         |               | 19/20         |
| ---------------------------- | ----- | ------ | ------ | ------ | ----- | ----- | ----- | ------------- | ------------- | ------------- | ------------- | ------------- | ------------- |
| Olympische Spelen            |       |        |        |        |       |       |       |               |               | 8e 6e (team)  |               |               |               |
| Wereldkampioenschap          |       |        |        |        |       |       |       |               | 4e            | 7e            |               |               |               |
| Viercontinentenkampioenschap |       |        |        |        |       |       |       | Brons         | 4e            |               |               |               |               |
| Aziatische Spelen            |       |        |        |        |       |       |       |               | Goud          |               |               |               |               |
| Grand Prix-finale            |       |        |        |        |       |       | 5e    | 5e            | Zilver        | 6e            |               |               |               |
| Nationaal kampioenschap      | 6e    | 4e     | Zilver | Brons  | Goud  | Brons | Goud  |               |               | Goud          |               | 4e            |               |
| Olympische Jeugdspelen       |       |        |        | Goud   |       |       |       | geen deelname | geen deelname | geen deelname | geen deelname | geen deelname | geen deelname |
| WK junioren                  |       | 8e (*) |        | Zilver | 4e    | Goud  | Goud  | geen deelname | geen deelname | geen deelname | geen deelname | geen deelname | geen deelname |
| Junior Grand Prix-finale     |       |        | Brons  | 5e     | 5e    | Goud  |       | geen deelname | geen deelname | geen deelname | geen deelname | geen deelname | geen deelname |

(*) = uitslag geschrapt, China had per abuis te veel paarrijders afgevaardigd